# Enrique Zañartu Prieto
Enrique Zañartu Prieto (Santiago, 25 december 1881 - aldaar, 8 februari 1943) was een Chileens centrumrechts politicus.

## Biografie
Hij was de zoon van Manuel Zañartu Zañartu (1840-1892), politicus en minister en van María Rosa Prieto del Río. Hij was daarnaast de neef van vicepresident Aníbal Zañartu Zañartu (1847-1902).
Enrique Zañartu studeerde aan het Instituto Nacional en vervolgens aan de Universiteit van Chili. Na het voltooien van zijn rechtenstudie aan genoemde universiteit ondernam hij een studiereis van twee jaar naar de Verenigde Staten van Amerika, Canada, Europa en Azië (1903-1905).
Na zijn terugkeer in Chili was hij werkzaam in de agrarische sector.

### Politieke carrière
Zañartu sloot zich aan bij de Partido Liberal Democrático (Liberaal-Democratische Partij) en vertegenwoordigde deze partij in de Kamer van Afgevaardigden (1906-1932). Hij stond bekend als een behoudend politicus en hitste in 1920 vanaf het balkon van het presidentieel paleis een menigte jonge conservatieven en nationalisten op om de linkse studentenorganisatie FECh te straffen voor vermeend landverraad, waarna de menigte naar het hoofdkantoor van de FECh trokken en deze plunderden en de boeken van de bibliotheek in brand staken. De politie greep niet in. Later, in het parlement, liet Zañartu zich laatdunkend uit over de studenten die aangesloten waren bij de FECh en vond dat leden van de FECh vanwege hun kritiek op het kapitalisme in de gevangenis thuishoorden. Zañartu verzette zich hevig tegen alle vormen van socialisme en staatsingrijpen.
Enrique Zañartu was meerdere malen minister:
- Minister van Industrie, Openbare Werken en Spoorwegen (1911-1912; 1913-1914);
- Minister van Binnenlandse Zaken (1916; 1917);
- Minister van Financiën (1924; 1932)

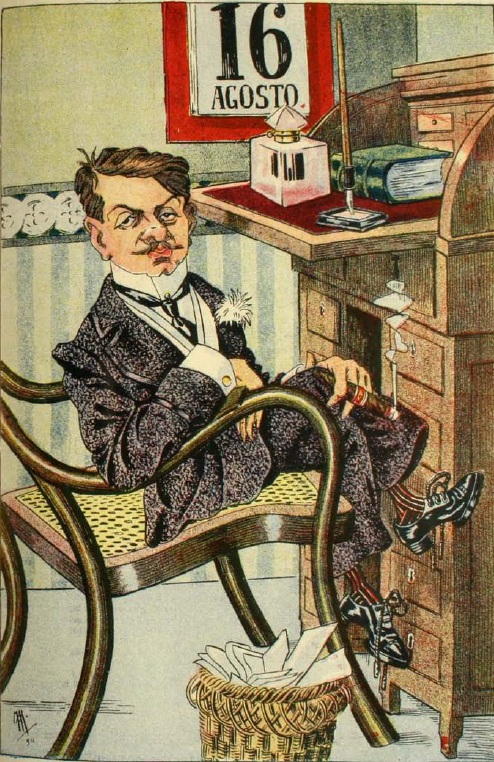
Karikatuur van Enrique Zañartu Prieto uit 1911

Zijn laatste ministerschap was het opmerkelijkst, omdat hij toen als minister van Financiën diende onder República Socialista de Chile (Socialistische Republiek Chili). Hij voerde toen overigens wel een orthodox-financieel beleid, gericht op het terugdringen van de buitenlandse schuld die Chili had opgebouwd.
Enrique Zañartu was bij de presidentsverkiezingen van 1932 kandidaat voor de Partido Liberal Democrático. Hij kreeg 12,62% van de stemmen.

## Privé
Hij was getrouwd met Lucila Zenteno Valenzuela en had tien kinderen.